# San Cristóbal, Veracruz
San Cristóbal är en ort i Mexiko.   Den ligger i kommunen Jesús Carranza och delstaten Veracruz, i den sydöstra delen av landet, 500 km sydost om huvudstaden Mexico City. San Cristóbal ligger 86 meter över havet och antalet invånare är 201.
Terrängen runt San Cristóbal är platt, och sluttar norrut. Runt San Cristóbal är det ganska glesbefolkat, med 29 invånare per kvadratkilometer. Närmaste större samhälle är Jorge L. Tamayo, 18,2 km öster om San Cristóbal. Omgivningarna runt San Cristóbal är en mosaik av jordbruksmark och naturlig växtlighet.